# Kubok SSSR 1951
La Kubok SSSR 1951 fu la 12ª edizione del trofeo. Vide la vittoria finale della CDSA Mosca, al suo terzo titolo.

## Formula
Come nella precedente edizione furono ammesse a partecipare alla competizione non solo le 33 partecipanti alle due serie del campionato (Klass A e Klass B), ma anche le 18 formazioni vincitrici delle varie coppe delle repubbliche costituenti l'Unione Sovietica (sedici repubbliche più le città di Leningrado e di Mosca), stavolta escludendo le finaliste perdenti:
- KBF Tallinn (RSS Estone);
- Lokomotiv Petrozavodsk (RSS Carelo-Finlandese);
- Inkaras Kaunas (RSS Lituana);
- DO Riga (RSS Lettone);
- ODO Minsk (RSS Bielorussa);
- Metalurh Zaporižžja (RSS Ucraina);
- Krasnoye Znamya Chisinau (RSS Moldava);
- Trud Tbilisi (RSS Georgiana).
- Stroitel' Leninakan (RSS Armena);
- Zavod im. Budennogo Baku (RSS Azera);
- Dinamo-2 Alma-Ata (RSS Kazaka);
- Kryl'ja Sovetov Tashkent (RSS Uzbeka);
- Dinamo Frunze (RSS Kirghiza);
- Lokomotiv Mary (RSS Turkmena);
- VVS-2 Mosca (città di Mosca);
- Infizkul't Leningrado (città di Leningrado);
- DO Stalinabad (RSS Tagika);
- DO Novosibirsk (RSSF Russa);

Erano previsti sette turni, tutti con gare di sola andata e tempi supplementari, ma non rigori: in caso di parità si ricorreva al replay, disputato il giorno seguente sul medesimo terreno di gioco.
Dagli ottavi di finale in poi tutte le partite furono giocate allo Stadio Dinamo (Mosca).
Per la prima volta fu necessario ripetere la finale: il Kalinin, infatti, protestò per l'arbitraggio della prima finale; la seconda finale si concluse, comunque, col medesimo punteggio della prima. Lo stesso Kalinin riuscì a raggiungere la finale nonostante partecipasse alla Klass B 1951, seconda serie del campionato sovietico.

## Primo turno
Le gare furono disputate tra il 12 e il 22 agosto 1951.
| Squadra 1           | Risultato   | Squadra 2       |
| ------------------- | ----------- | --------------- |
| Spartak Mosca       | 3 – 1       | DO Novosibirsk  |
| Metalurh Zaporižžja | 1 – 0       | Dinamo Minsk    |
| Inkaras Kaunas      | 0 – 3 (dts) | Lokomotiv Mosca |
| Dinamo Frunze       | 2 – 4 (dts) | DO Tashkent     |
| VVS2 Mosca          | 2 – 6 (dts) | Spartak Užhorod |
| Dinamo Stalinabad   | 4 – 0       | DO Stalinabad   |

## Secondo turno
Le gare furono disputate tra il 9 e il 30 agosto 1951.
| Squadra 1                | Risultato   | Squadra 2                    |
| ------------------------ | ----------- | ---------------------------- |
| Trud Tbilisi             | [ 1 ]       | Trudovye Rezervy Frunze      |
| Šachtyor Stalino         | 3 – 2       | Spartak Aşgabat              |
| DO Riga                  | 1 – 0       | Dinamo Alma-Ata              |
| Krasnoye Znamya Chisinau | 0 – 1       | Kalinin                      |
| Infizkul't Leningrado    | 0 – 1 (dts) | Torpedo Mosca                |
| Dinamo-2 Alma-Ata        | 2 – 4       | Dinamo Leningrado            |
| Stroitel' Leninakan      | 1 – 2 (dts) | Dinamo Erevan                |
| ODO Minsk                | 1 – 2       | VVS Mosca                    |
| Zavod im. Budennogo Baku | 0 – 4       | Lokomotiv Charkiv            |
| Lokomotiv Petrozavodsk   | 0 – 11      | Dinamo Tbilisi               |
| KBF Tallinn              | 3 – 0       | Krasnaya Zvezda Petrozavodsk |
| Spartak Mosca            | 5 – 1       | Spartak Užhorod              |
| Metalurh Zaporižžja      | 4 – 0       | Lokomotiv Mosca              |
| Lokomotiv Mary           | 0 – 4       | DO Tashkent                  |
| Krylia Sovetov Tashkent  | 3 – 1       | Dinamo Stalinabad            |

## Sedicesimi di finale
Le gare furono disputate tra il 12 agosto e il 26 settembre 1951.
| Squadra 1                | Risultato   | Squadra 2               |
| ------------------------ | ----------- | ----------------------- |
| Neftyanik Baku           | 0 – 2       | Daugava Rīga            |
| Krasnoe Znamja Ivanovo   | 3 – 1       | Burevestnik Kishinev    |
| Torpedo Gor'kij          | 3 – 2 (dts) | Spartak Tbilisi         |
| CDSA Mosca               | 5 – 0       | VMS Mosca               |
| Kryl'ja Sovetov Kujbyšev | 2 – 0       | Torpedo Mosca           |
| Kalev Tallinn            | 0 – 1       | Spartak Vilnius         |
| Dinamo Erevan            | 2 – 1       | DO Riga                 |
| Dinamo Leningrado        | 0 – 1       | Kalinin                 |
| VVS Mosca                | 5 – 1       | Dinamo Tbilisi          |
| Lokomotiv Charkiv        | 1 – 3       | Šachtyor Stalino        |
| Trud Tbilisi             | 4 – 0       | KBF Tallinn             |
| Torpedo Stalingrado      | 0 – 2       | Zenit Leningrado        |
| Spartak Mosca            | 8 – 2       | DO Tashkent             |
| Metalurh Zaporižžja      | 9 – 2       | Krylia Sovetov Tashkent |

## Ottavi di finale
Le gare furono disputate tra il 19 agosto e il 30 settembre 1951.
| Squadra 1                | Risultato   | Squadra 2              |
| ------------------------ | ----------- | ---------------------- |
| Daugava Rīga             | 3 – 2       | Krasnoe Znamja Ivanovo |
| CDSA Mosca               | 4 – 3       | Torpedo Gor'kij        |
| Kryl'ja Sovetov Kujbyšev | 2 – 0       | Spartak Vilnius        |
| Kalinin                  | 2 – 1       | Dinamo Erevan          |
| VVS Mosca                | 3 – 1 (dts) | Trud Tbilisi           |
| Spartak Mosca            | 1 – 0       | Dinamo Kiev            |
| Dinamo Mosca             | 5 – 1       | Metalurh Zaporižžja    |
| Šachtyor Stalino         | 3 – 1       | Zenit Leningrado       |

## Quarti di finale
Le gare furono disputate tra il 2 e il 5 ottobre 1951.
| Squadra 1        | Risultato   | Squadra 2                |
| ---------------- | ----------- | ------------------------ |
| Šachtyor Stalino | 2 – 1       | Daugava Rīga             |
| VVS Mosca        | 3 – 2 (dts) | Spartak Mosca            |
| Dinamo Mosca     | 1 – 4       | Kalinin                  |
| CDSA Mosca       | 4 – 1       | Kryl'ja Sovetov Kujbyšev |

## Semifinali
Le gare furono disputate l'8 e il 9 ottobre 1951.
| Squadra 1  | Risultato | Squadra 2        |
| ---------- | --------- | ---------------- |
| Kalinin    | 1 – 0     | Šachtyor Stalino |
| CDSA Mosca | 1 – 0     | VVS Mosca        |

## Finale
| Mosca 14 ottobre 1951, ore ?:?                                            | CDSA Mosca | 2 – 1 referto | Kalinin | Stadio Dinamo (Mosca) |
| \| \| \| \| \| Solov'ëv 37’ Koverznev 41’ \| Marcatori \| 43’ Jakovlev \| |            |               |         |                       |
|                                                                           |            |               |         |                       |
| Solov'ëv 37’ Koverznev 41’                                                | Marcatori  | 43’ Jakovlev  |         |                       |

## Finale replay
| Mosca 17 ottobre 1951, ore ?:?                                                     | CDSA Mosca | 2 – 1 (d.t.s.) referto  | Kalinin | Stadio Dinamo (Mosca) |
| \| \| \| \| \| Solov'ëv 72’ Grinin 115’ \| Marcatori \| 25’ (aut.) Čistochvalov \| |            |                         |         |                       |
|                                                                                    |            |                         |         |                       |
| Solov'ëv 72’ Grinin 115’                                                           | Marcatori  | 25’ (aut.) Čistochvalov |         |                       |